# Lina Joy
Lina Joy (geb. 28. Juli 1964 in Malaysia als Azlina Jailani) ist eine malaysische Konvertitin, die vom Islam zum Christentum übergetreten ist. Ihre Konversion und die in diesem Zusammenhang zu verzeichnenden Vorfälle führten zu einer zunehmenden Diskussion über Apostasie und Religionsfreiheit in Malaysia.

## Leben
Lina Joy wurde als Tochter muslimischer Eltern javanischen Ursprungs geboren. Sie konvertierte, als sie 26 Jahre alt war. 1998 wurde sie getauft. Sie versuchte sodann ihren Übertritt durch den malaysischen Hof legalisieren zu lassen. Obwohl ihre Namensänderung 1999 anerkannt und in ihrem Ausweis geändert wurde, wurde ihre Religionszugehörigkeit in ihrem Papieren nicht geändert. Grund dafür war die Tatsache, dass sie kein Dokument über eine Bewilligung ihrer Konversion durch das zuständige Schariagericht vorlegen konnte.
Nach der malaysischen Verfassung ist zwar die „Freiheit des Glaubens“ ausdrücklich gegeben. Allerdings wurde 1988 durch eine Verfassungsänderung festgelegt, dass religiöse Angelegenheiten nicht durch weltliche Gerichte entschieden werden können, sondern alleine in die Zuständigkeit von Schariagerichten fallen. Da aber nach klassischer islamischer Rechtstradition ein Verlassen des Islams als Apostasie gewertet wird, verweigern die Schariagerichte in der Regel diese Genehmigungen. Lina Joy versuchte dann, die Genehmigung durch den Obersten Gerichtshof im Jahr 1999 und durch das Bundesgericht im Jahr 2006 zu erreichen. Lina Joy musste währenddessen untertauchen, weil sie nach Bekanntwerden ihres Falles bedroht worden war.
Am 30. Mai 2007 lehnte das Bundesgericht ihre Berufung ab. Das Urteil stellte fest, dass jemand seine Religion nur nach den Regeln seiner bisherigen Religion ändern könne. Nur wenn das Schariagericht mit ihrer Konversion einverstanden sei, könne sie eine andere Religion wählen.
Die Anerkennung ihres Wunsches, ihre Religion offiziell zu ändern, würde es ihr auch ermöglichen, ihren christlichen Verlobten zu heiraten. Während muslimische Männer jüdische und christliche Frauen heiraten dürfen, ist muslimischen Frauen die Eheschließung mit nicht-muslimischen Männern nicht erlaubt.
Lina Joy lebt derzeit als Flüchtling in Australien.